# نبرد آمبون
نبرد آمبون (انگلیسی: Battle of Ambon) یکی از نبردهای جنگ اقیانوس آرام بود.